# Michele Penta
Michele Penta (Napoli, 6 ottobre 1948) è un funzionario e prefetto italiano.

## Biografia
Funzionario del Ministero dell'interno dal 1974, nel 2001 viene nominato prefetto. Tra il 2009 e il 2012 è stato commissario straordinario del Governo per le persone scomparse. Dal 26 marzo 2008 è vice capo dipartimento vicario del Dipartimento per le libertà civili e l'immigrazione. Inoltre, è stato presidente dell’organismo di vigilanza della Galleria di base del Brennero.
Da novembre 2015 a maggio 2016 è stato commissario straordinario del Comune di Bolzano, mentre da novembre 2016 a febbraio 2017 è stato il commissario prefettizio del Comune di Padova.